# Фотодерматоз
Фотодерматоз (грец. Phos, photos світло + derma, dermatos шкіра + -osis; син .: світлові захворювання, актінодерматози) - хвороба шкіри, обумовлена підвищеною чутливістю її до сонячного випромінювання. Ще називають алергією на сонце.
Підвищену чутливість шкіри викликають фотосенсабілізатори, до яких відносяться багато барвників (еозин, метиленовий синій), декотрі солі марганцю, заліза, урану, ртуті, миш'яку, кам'яновугільна смола і її продукти (нафталінові і антраценове масло), піоціаніди (продукти життєдіяльності синьогнійної палички) та інші речовини.
Виникненню фотодерматозу сприяють різні порушення обміну речовин, ендокринні розлади, вродженні схильності та ін. Поява Фотодерматозу обумовлена не тільки підвищеною чутливістю шкіри до дії УФ-променів, але і до дії променів видимої частини сонячного спектра, при цьому необхідна наявність на шкірі фотосенсибілізаторів.
Здатність шкіри реагувати на сонячне випромінювання більш виражена в весняно-літній період.
Загальноприйнятої класифікації фотодерматозу не існує. М. А. Штейнберг (1958) розрізняв справжні (вроджені та набуті) і відносні фотодерматози. До перших відносяться сонячна почесуха або літня почесуха, сонячна екзема, актинічний хейліт, сонячний дерматит, сонячна кропив'янка, сонячна стійка еритема, світлова віспа (Hydroa vacciniforme), порфиринова хвороба шкіри (Порфирія). До інших відносяться медикаментозні фото дерматози, в тому числі, що розвиваються під впливом косметичних засобів і що протікають у вигляді дерматитів, а також професійні фотодерматози.
Професійні фотодерматози, часто зустрічаються у робітників коксохімічного виробництва, алюмінієвої промисловості та ін. Можуть протікати в легкій або тяжкій формах. В умовах виробництва після забруднення шкіри і опромінення сонцем виникає відчуття печіння, поколювання, ворушіння під шкірою. Шкіра стає яскраво-червоною, набряклою, іноді з'являються пухирі.
Через 7-10 днів еритема проходить, процес закінчується лущенням і пігментацією. Рецидиви захворювання протікають менш гостро, так як наступає звикання шкіри до сонячних променів. Діагноз встановлюють на підставі анамнезу і клінічної картини. Лікування передбачає усунення причин, що викликали захворювання, в тому числі вплив сонячних променів (під час лікування).
Профілактика загострень фотодерматозу полягає в уникненні перебування на сонці. Рекомендується носіння капелюхів з широкими полями, окулярів з темними склами. Індивідуально підбирають захисні засоби (креми, мазі, аерозолі, масла), що містять хінін. В умовах виробництва з метою попередження фотодерматозу використовують спецодяг, захисні окуляри та фотозахисні креми.
Важливо знати, що сонячні промені самі по собі не є алергеном, але вони здатні спровокувати в людському організмі скупчення цих самих алергенів. 
1. У групі ризику – люди, у яких спостерігаються проблеми в роботі нирок, печінки і надниркових залоз.
2. Схильністю до прояву сонячної алергії можна також вважати білий колір шкіри з великою кількістю веснянок або родимих плям.
3. Вагітність відноситься до періоду підвищеного навантаження на організм, що і може спровокувати алергічну реакцію на сонце.
4. Прийом деяких лікарських препаратів, що мають протизапальну дію, також може стати причиною прояви сонячної кропив'янки.
5. Стан загальної слабкості організму й ослаблення імунітету також є фактором ризику придбання алергії на сонце.[1]